# Rekhmirê
Rekhmirê (Savant comme Rê) est vizir durant la XVIIIe dynastie, dans la seconde partie du règne de Thoutmôsis III, entre l'an XXVIII et l'an XXXII, ainsi qu'au début du règne d’Amenhotep II. 

## Généalogie
Il appartient à une famille prestigieuse et particulièrement proche du pouvoir royal, dont les membres cumulaient les fonctions civiles et religieuses. Petit-fils d'Âmtou, neveu d'Ouseramon, qui avaient tous deux été vizirs avant lui, il est le fils du vizir du Nord Neferouben et de son épouse Bet. 
Amenemopet lui succèdera dans sa charge.

## Sépulture

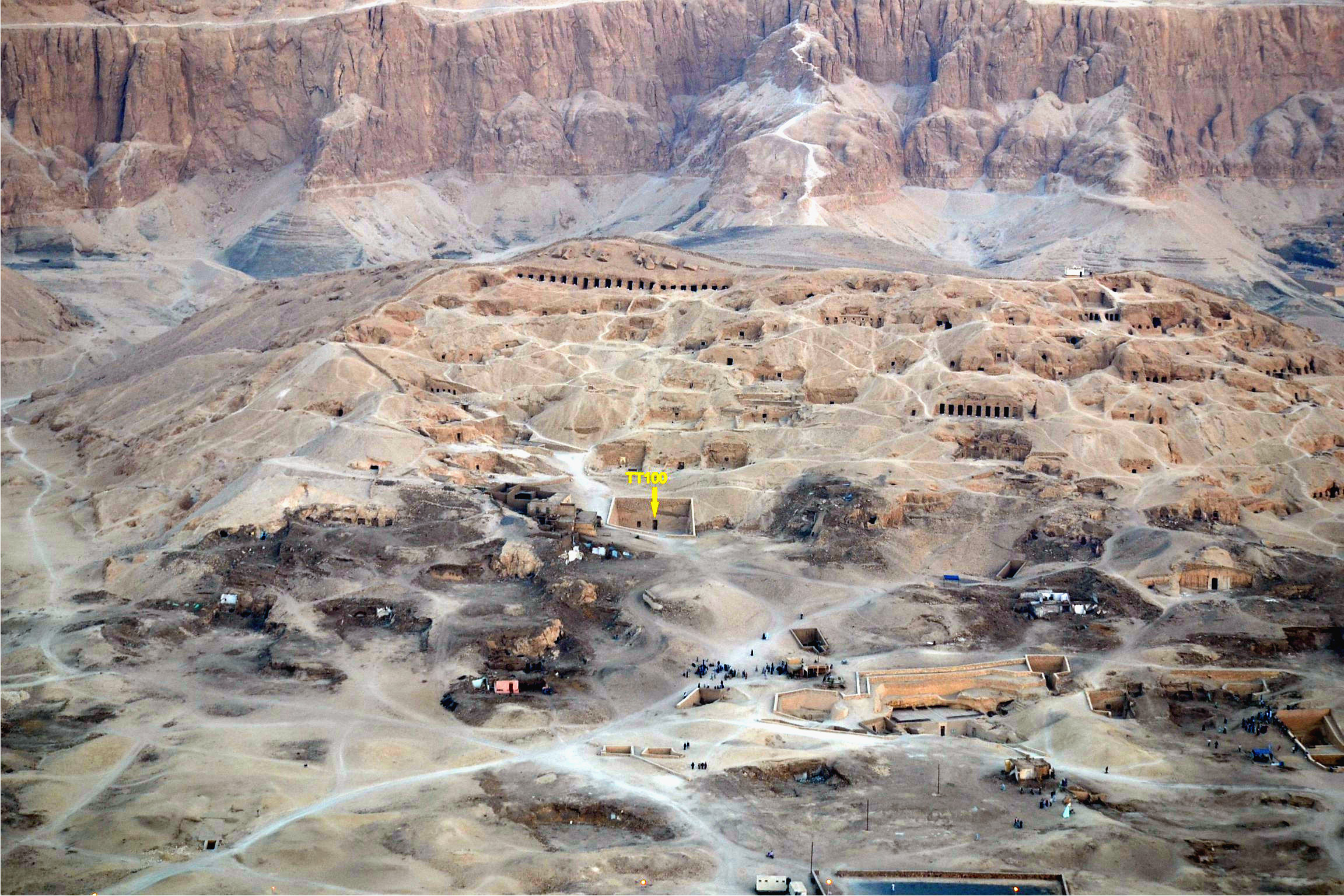
Tombe de Rekhmirê numéroté TT100 à Louxor

Sa tombe (TT100) fournit de précieux renseignements sur la fonction de vizir dans les institutions, notamment par une série d’illustrations détaillées, qui renseignent également sur la vie quotidienne.
On l'y voit autant dans l'exercice de sa charge, attestant de son rôle économique important, que dans des scènes de loisirs, privées, familiales, au côté de son épouse Méryt (L'Aimée), de ses filles et de son fils.
Une des représentations le montre, offrant un bouquet de fleurs au nouveau pharaon Amenhotep II, lors de l'accession de celui-ci au trône d'Égypte.
Une des inscriptions de sa dernière demeure souligne l'importance de ce personnage à son époque :

« Le noble, le prince, l'intendant des intendants, l'homme des secrets, qui pénètre dans les sanctuaires, il n'y a pas de porte entre dieu et lui. Il n'ignore rien de ce qui est dans le ciel, sur la terre ou en toute partie cachée de la Douat. Il est le prêtre Sem dans le Per-neser, le grand des voyants dans le Per-Our […] le plus puissant de tous les pagnes [c'est-à-dire de tous les hommes] […] »

Dans sa tombe, Rekhmiré fit copier deux textes fondamentaux du vizirat : l'Installation du vizir et les Devoirs du vizir.
Champollion a relevé dans cette même tombe un dessin représentant des Sémites, en compagnie d'autres ouvriers égyptiens, en train de fabriquer des briques et de construire un mur.